# 巴哈伊信仰的朝圣

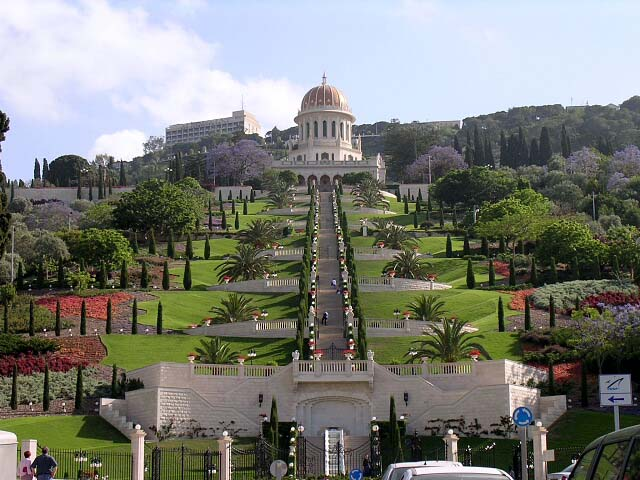
巴孛陵寝与巴哈伊空中花园

目前，巴哈伊信仰的朝圣包括拜访位于海法、阿卡的圣地以及位于以色列西北部的巴哈伊世界中心的巴吉宅邸。巴哈伊文献中指定的其它朝圣地点，目前暂时还无法拜访。
巴哈欧拉在《亚格达斯经》中指定了两处朝圣地点：位于巴格达的巴哈欧拉故居和位于设拉子的巴孛故居。巴哈欧拉分别在两篇书简中强调了到这两处故居朝圣的具体仪式。“如果经济上允许，并且没有不可抗因素”，信徒有义务去朝圣。巴哈伊信徒可自行选择两处故居的任一处进行朝圣，均同等有效。后期，阿博都巴哈指定了巴吉宅邸附近的巴哈欧拉陵寝为一处朝圣地点。在该处进行朝圣没有特定的仪式要求。
伊朗和伊拉克境内的指定朝圣地点，目前还未对巴哈伊开放。因此，目前所说的巴哈伊朝圣指的是在以色列海法和阿卡的巴哈伊世界中心进行的为期九天的朝圣。 九天的朝圣不能取代对指定朝圣地点的朝圣。未来有望实现对巴孛故居和巴哈欧拉故居进行朝圣。

## 巴哈欧拉故居

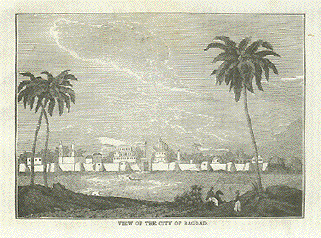
1855年巴格达的景象

位于巴格达的巴哈欧拉故居，又被称为“至伟之宅”和“上帝之寓所”。巴哈欧拉曾于1853至1863年间居住在那里（期间两年，祂离开此处去了巴格达东北部的库尔德斯坦，毗邻蘇萊曼尼亞）。该故居坐落在巴格达的卡迪米亚区，靠近底格里斯河西岸。该故居在《亚格达斯经》中被指定为朝圣地点，是巴哈伊心中的圣地。
1922年该故居遭敌对巴哈伊信仰的什叶派政权没收。国际联盟理事会支持巴哈伊对该故居的权利诉求，但时至今日故居所有权还未歸还巴哈伊社团。

### 摧毁
巴哈欧拉故居在2013年6月遭毁坏，具体原因尚不明确。 世界正义院于6月27日致函各国家灵理会，通告巴哈欧拉故居遭毁坏。

## 巴孛故居

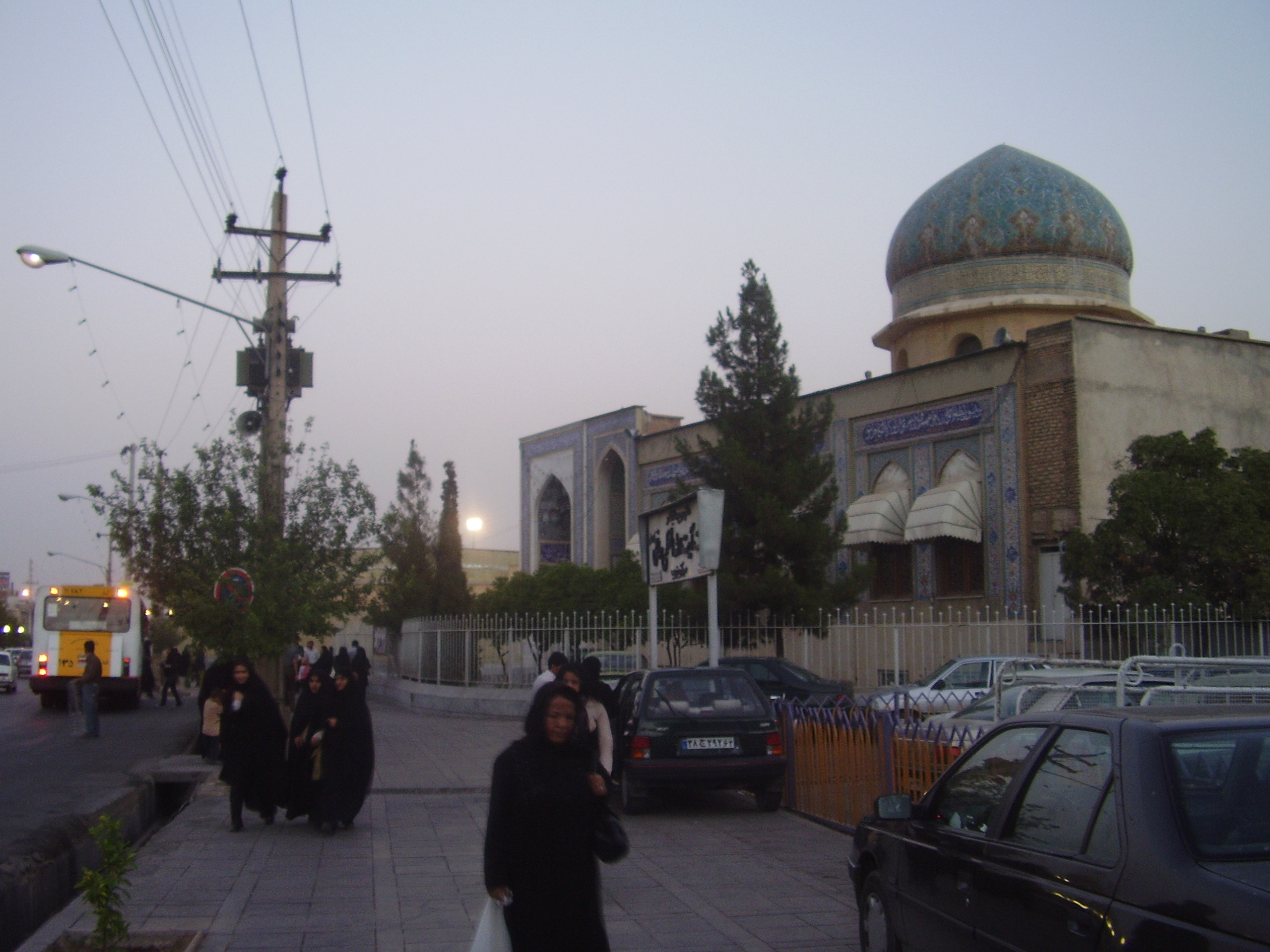
位于伊朗设拉子的巴孛故居附近的区域2008年时的景象。电线杆的位置正是巴孛宣誓的地点。

1844年5月23日，在伊朗设拉子的这座房子里，巴孛向穆拉·侯赛因宣布了自己的使命。

1942年至1943年，巴孛故居遭到信仰敌对者的攻击而破坏，1955年坍塌，随后修葺重建。1979年伊朗革命期间，该故居再次遭到毁坏。1981年该处被修整为一条马路和一处公共广场。

## 现在的九日朝圣

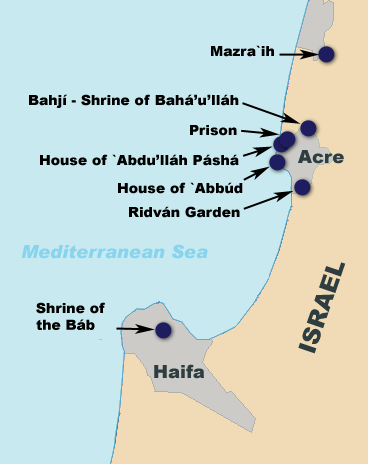
目前巴哈伊朝圣地点

目前，巴哈伊在巴哈伊世界中心进行为期九天的朝圣时拜访的地点有以下几处。 
巴吉：
- 巴哈欧拉陵寝[9]
- 巴吉宅邸[10]

海法：
- 巴孛陵寝[11]
- 巴哈伊空中花园[12]

- 拱形区
  - 世界正义院大楼[13]
  - 国际传导中心大楼[14]
  - 圣作研究中心[15]
  - 巴哈伊国际文献馆[16]
- 纪念陵园[17]

- 未来朝圣者之家[18]

- 阿博都巴哈宅邸[19]
- 阿玛图·巴哈·鲁希叶·哈努姆墓地 [20]

- 朝圣者之家：
  - 东方朝圣者之家[21]
  - 哈帕尔西姆街10号[22]
  - 哈帕尔西姆街4号[23]

阿卡：
- 里兹万花园[24]
- 阿布德宅邸[25]
- 阿卜杜勒-帕厦宅邸[26]
- 迈兹拉阿庄园[27]

九日朝圣仅对巴哈伊信徒及与其一起申请朝圣的配偶开放。